# MERA 7953 Z
MERA 7953 Z (CM 7209) – terminal komputerowy produkowany w latach osiemdziesiątych XX wieku w Zakładzie Urządzeń Komputerowych Mera-Elzab z Zabrza. Oznaczenie CM 7209 jest oznaczeniem handlowym stosowanym na rynku międzynarodowym; natomiast symbol MERA 7953 jest oznaczeniem stosowanym na rynku krajowym (polskim). Terminal wykonywany był w różnych wersjach. Organizacja stanowisk pracy przewidywana była dla dużych pomieszczeń w wieloma stanowiskami pracy, jak i pojedynczymi końcówkami. Przeznaczony był do współpracy z takimi systemami komputerowymi jak między innymi:
- SM 1420
- SM4
- SM 1300
- MERA-60
- SM 1800
- PDP-11.

Pracą systemu terminala steruje procesor typu Z-80 wraz z elementami pomocniczymi, zgodnie z instrukcjami programu Monitora zawartymi w pamięci EPROM, przy wykorzystaniu pamięci operacyjnej opartej na pamięci RAM.
Poszczególne wersje systemu kodowane były odpowiednimi symbolami według schematu 04ABC, przy czym oznacznik 04 był stałym, niezmiennym, niezależnym od wersji wyróżnikiem systemu:
- Litera A przyjmowała argument:
  - 0 dla klawiatury łacińskiej,
  - 1 dla klawiatury z cyrylicą.
- Litera B definiowała dostępne interfejsy:
  - 0 dla styku S2 (V.24),
  - 1 dla S2 (V.24) oraz interfejsu prądowego IRPS,
  - 2 dla interfejsu równoległego IRPR,
  - 3 dla S2 (V.24) oraz IRPS i IRPR.
- Litera C określała rodzaj interfejsu prądowego IRPS:
  - 0, gdy brak było tego interfejsu lub dla nadajnika i odbiornika pasywnego;
  - 1 dla nadajnika aktywnego, a odbiornika pasywnego;
  - 2 dla nadajnika i odbiornika aktywnego.

Układ tego terminala oparty był na następujących blokach funkcjonalnych:
- procesor (typu Z-80 oraz 8080: 8251 i 8255) z układami interfejsowymi
- klawiatura
- zasilacz
- blok CRT.

## Podstawowe parametry zestawu
- tryby pracy: dupleks[b] i półdupleks[c]
- kineskop: 15 lub 16 cali
- pojemność robocza ekranu: 1920 znaków
- liczba wierszy: 24
- wiersz indykacji stanu[d]: 1
- liczba znaków w wierszu: 80
- barwa ekranu: zielona
- matryca znaków: 8x8
- liczba znaków: 256
- wymiary monitora: 408x356x367 mm
- wymiary klawiatury: 495x205x90 mm
- waga zestawu: 17 kG (166 N)
- zasilanie: 220V, 50 Hz, 0,4A
- maksymalny pobór mocy: 60 W.

Interfejsy:
- szeregowy, napięciowy: CCITT V.24, styk S.2 (zgodny z PN-75/T-05052)
- szeregowy, prądowy: IRPS 20mA (zgodny z BN-76-3103-01)
- równoległy: drukarka (21 stykowe złącze)
- równoległy: TTL typu IRPR (37 stykowe złącze szufladowe).

Transmisja szeregowa odbywała się asynchronicznie, znak po znaku, przy czym format znaku transmisyjnego obejmował 10-11 bitów, stosowane były 1 lub 2 bity stopu; szybkość tej transmisji: 600, 1200, 2400, 4800, 9600, 19200 bit/s.
Terminal wyposażony był w klawiaturę produkowaną przez czechosłowacką firmę Zbrojovka Brno typu Konsul 262.3, z interfejsem równoległym w wersji łacińskiej lub łacisko-cylirycznej. Podstawowe dane klawiatury:
- liczba klawiszy: 81 – 62 w polu głównym i 19 w polu pomocniczym
- rodzaj: przetworniki hallotronowe
- interfejs: równoległy
- masa: 2 kg.